# 紅羽祐美
紅羽 祐美（くれは ゆみ、1992年9月29日 - ）は、日本のグラビアアイドル、タレント。山形県出身。ヴィスカエンターテイメントを経て、NEW PIECE所属。

## 略歴
2021年3月26日、1stDVD『初恋天使』（グラヴィス）を発売。
2021年8月3日、『第4回ミス週刊実話WJガールオーディション』にて特別賞を受賞。
2023年3月30日、1st写真集『危険美』（サイゾー）を発売。同年10月30日、『週刊プレイボーイ』（集英社）の創刊57周年企画「NIPPONグラドル57人」にグラビアニュージェネレーションの1人として掲載。
2024年4月1日、同年3月31日を以ってヴィスカエンターテイメントを退所したことを自身のX（旧Twitter）にて報告した。

## 人物
- 趣味：ジム、スポーツ[2]。
- 特技：体が柔らかいこと[2]。
- 「日本で1番色白なグラドル」がキャッチフレーズ[9]。
- 「Ｍ字ネキ（姉貴）」のニックネームで呼ばれる[9]。

## 作品

### イメージビデオ
- 初恋天使（2021年3月26日、グラヴィス）[4]
- 僕の先生（2021年12月24日、グラヴィス）[10]
- 恋の季節（2022年5月18日、グラヴィス）
- おねだりクライシス（2022年10月25日、エアーコントロール）[11][12]
- Mの覚醒（2023年1月19日、ギルド）[13]
- Mの女王（2023年4月21日、竹書房）[14][15]
- G.A.L（2025年2月26日、スパイスビジュアル）[16][17]

## 出版

### 写真集
- 危険美（2023年3月30日、サイゾー、撮影：近藤宏一）ISBN 978-4866251677[6]

### デジタル写真集
- ずるいくらいイイ女（2022年12月23日［週刊現代デジタル写真集］、講談社、撮影：佐藤裕之）[18]
- 危険美 Master of M（2023年3月30日、サイゾー）
- 紅羽祐美エヌジー写真集（2023年3月30日、サイゾー）
- Mのカリスマ（2023年5月12日、竹書房［Bamboo e-Book］）
- Mの衝動（2023年5月12日、竹書房［Bamboo e-Book］）
- S&M（2023年5月12日、竹書房［Bamboo e-Book］）
- 紅のこころ（2024年2月23日、PAD［ギルドデジタル写真集］）
- 初恋だったの（2024年2月23日、PAD［ギルドデジタル写真集］）
- 夢恋（2024年2月23日、PAD［ギルドデジタル写真集］）

## 出演

### テレビ番組
- 鎧美女 #93（2023年1月31日〈30日深夜〉、フジテレビONE）- 甲冑：上杉景勝[19]
- アイドル鬼ごっこ2023！～わたし、本気出してもいいですか～（2023年4月21日、GAORA SPORTS）[20][21]

### ウェブ配信
- 週刊実話WJガールズ生TV（週刊実話WJGirlsチャンネル、YouTube）
  - Vol.1 (2021年10月15日）共演：大川成美、篠見星奈[22]
  - Vol.3 (2022年1月16日）共演：篠見星奈[23]
- ヒロミ・指原の“恋のお世話始めました”（2022年5月5日、ABEMA）[24]

### 音声配信
- よゐこ有野のノーギャラジオ（2022年12月5日、Radiotalk）[25]